# TT47
| F12 | s | r · D40 | F4 · t · Z1 |

| F12 | s | r · D40 | F4 · t · Z1 |

TT47 (Theban Tomb 47) è la sigla che identifica una delle Tombe dei Nobili ubicate nell’area della cosiddetta Necropoli Tebana, sulla sponda occidentale del Nilo dinanzi alla città di Luxor, in Egitto. Destinata a sepolture di nobili e funzionari connessi alle case regnanti, specie del Nuovo Regno, l'area venne sfruttata, come necropoli, fin dall'Antico Regno e, successivamente, sino al periodo Saitico (con la XXVI dinastia) e Tolemaico.

## Titolare
TT47 Era la tomba di:
| Titolare | Titolo                                  | Necropoli | Dinastia/Periodo               | Note                                               |
| -------- | --------------------------------------- | --------- | ------------------------------ | -------------------------------------------------- |
| Userhat  | Supervisore delle stanze private del re | el-Khokha | XVIII dinastia (Amenhotep III) | quasi completamente incendiata; opposta alla TT174 |

## Biografia
Userhat, Supervisore alle stanze private del re, fu figlio del giudice Neh e di sua moglie Senenu; sua moglie fu Maiay.

## La tomba
La tomba è inaccessibile.

### Annotazioni
1. ↑  La planimetria non è in scala ed ha valore esclusivamente di visione d'insieme; l'ubicazione delle singole sepolture non è topograficamente esatta, ma vuole visualizzare la concentrazione delle tombe in alcune aree, nonché il "disordine" con cui le stesse sono state classificate.
2. ↑  La prima numerazione delle tombe, dalla numero 1 alla 253, risale al 1913 con l’edizione del "Topographical Catalogue of the Private Tombs of Thebes" di Alan Gardiner e Arthur Weigall. Le tombe erano numerate in ordine di scoperta e non geografico; ugualmente in ordine cronologico di scoperta sono le tombe dalla 253 in poi.
3. ↑  I campi della Duat, ovvero l'aldilà egizio, si trovavano, secondo le credenze, proprio sulla riva occidentale del grande fiume.
4. ↑  Nella sua epoca di utilizzo, l'area era nota come "Quella di fronte al suo Signore" (con riferimento alla riva orientale, dove si trovavano le strutture dei Palazzi di residenza dei re e i templi dei principali dei) o, più semplicemente, "Occidente di Tebe".
5. ↑  le Tombe dei Nobili, benché raggruppate in un'unica area, sono di fatto distribuite su più necropoli distinte.
6. ↑  Le note, sovente di inquadramento topografico della tomba, sono tratte dal "Topographical Catalogue" di Gardiner e Weigall, ed. 1913 e fanno perciò riferimento alla situazione dell'epoca.
7. ↑  Inaccessibilità confermata anche in Porter e Moss, ed. 1970.

### Fonti
1. ↑  Porter e Moss 1927,  pp. 86-87.
2. ↑  Gardiner e Weigall 1913.
3. ↑  Donadoni 1999,  p. 115.
4. ↑  Gardiner e Weigall 1913, pp. 20-21.
5. 1 2  Porter e Moss 1927,  p. 87.